# Roppisca
Roppisca is een geslacht van wantsen uit de familie van de Miridae (Blindwantsen). Het geslacht werd voor het eerst wetenschappelijk beschreven door José Cândido de Melo Carvalho in 1988.

## Soorten
Het genus is monotypisch en bevat alleen de volgende soort:

- Roppisca diamantina Carvalho, 1988